# 蘇維埃人
蘇維埃人（拉丁語：Homo Sovieticus）是一個貶義詞，用來諷刺蘇聯和其它東方集團國家的從眾人士。這次詞彙因蘇聯作家亞歷山大·季諾維也夫的同名書籍而著稱。

## 特徵
- 缺乏主動性並試圖逃避責任[2][3]。
- 對盜用公告財產毫無關心[4]。
- 沙文主義
- 服從並相信政府的一切
- 酗酒[5]